# 東京罪惡
《東京罪惡：一個美籍記者的日本警方採訪實錄》（英語：Tokyo Vice: An American Reporter on the Police Beat in Japan）是一本由傑克·阿德爾斯坦所寫的2009年回憶錄。阿德爾斯坦居住在東京多年，是全日本最大的報紙之一《讀賣新聞》的第一位非日本籍記者。該書由蘭登書屋和Pantheon Books出版。HBO把該書改編成2022年電視劇《東京罪惡》。該回憶錄中描述的故事的真實性受到質疑。

## 簡介
該回憶錄涵蓋了阿德爾斯坦在東京的職業生涯，從1993年他被雇用為《讀賣新聞》的新來記者開始。作為一名學員，他描述了被一位年長的警探收為手下。阿德爾斯坦最初被分配到「寒酸」的埼玉市，回憶錄講述他接下來12年成為該報員工的經歷，描述了80小時的工作周、人與人之間的困難關係，以及犯罪記者和警察之間的互動情況。具體案例包括尋找殺害露西·布萊克曼（Lucie Blackman）的兇手，回憶錄中還詳細描述了他在發表關於揭露後藤忠政的故事後所受到的死亡威脅。

## 改編電視劇
2019年6月，宣布該回憶錄改編成電視劇。電視劇共有8集，由安索·艾格特飾演傑克·阿德爾斯坦，是一名為了揭露腐敗而將自己插入到東京罪惡警察隊中的美國記者。渡邊謙亦有演出。

## 外部連結
- Random House （页面存档备份，存于）
- Tokyo Vice on imdb （页面存档备份，存于）